# 明元郭皇后
明元皇后郭氏（？—264年2月8日），魏明帝曹叡第二任皇后（第三任妻子），平原公主生母，是西平郡（郡治在今青海省西宁市）人，祖上是河西大族。

## 生平

### 早期
曹魏黄初元年（220年），西平郡发生叛乱。魏文帝曹丕派金城太守将叛乱平定，太守临走見郭氏姿色豔美，将其带入皇宫，成为皇子曹叡的妾室。
黄初七年（226年），曹丕病重，立儿子曹叡为太子，是为明帝，明帝将自己宠爱的毛氏立为皇后。数年后，明帝被花容月貌的郭氏所吸引，宠爱郭氏的程度超过了毛皇后，拜为夫人，以郭氏叔父郭立为骑都尉，从父郭芝为虎贲中郎将，郭夫人生下一個女兒，名叫曹淑，封平原公主，出生幾個月就夭折了。景初二年（238年），明帝借争吵将毛皇后赐死。不久明帝病重，遂立郭氏为皇后。

### 一族顯赫
景初三年（239年），明帝病逝，八岁的皇太子曹芳继位，尊郭皇后为皇太后，居永宁宫。追谥郭皇后父郭满为西都定侯，以郭立子郭建袭爵，封太后母杜氏为郃阳君。郭芝早年已因有功封侯，迁散骑常侍、长水校尉，和作为宣德将军的郭立都封列侯。郭建兄郭德出养甄氏（故又名甄德），和郭建都是镇护将军，都封列侯，并掌宿卫。于是由郭太后主持朝政。正始八年（247年），大将军曹爽听何晏、邓飏、丁谧之计，专权擅政。

### 假借名義
嘉平元年（249年），太傅司马懿以郭太后令发动高平陵之变，推翻曹爽。司马师主政期间借她的名义废黜了曹芳并提出立曹据，但郭太后认为曹据为明帝叔父，立曹据则明帝无人奉祀，自己一旦成为新帝的侄媳也会造成身份尴尬，力主立明帝弟东海王曹霖子曹髦为帝。司马师为了讨好郭太后，把女儿嫁给了郭太后的堂弟平原侯郭德。后司马昭主政时，又借她的名义追废了遇弑的曹髦。司马师女早亡，司马昭出于同样的目的又把自己的女儿后来的京兆长公主嫁给郭德为继室。毌丘俭、钟会作乱时，都借用郭太后的名义。司马昭平定诸葛诞之乱时，挟持郭太后和曹髦一同出征。
景元四年十二月乙卯（264年2月8日），郭太后病逝，谥明元皇后。二月庚申（4月13日），与魏明帝合葬于高平陵。

## 父
- 郭满，追谥为西都侯，谥号定

## 評價
- 陈寿：“魏后妃之家，虽云富贵，未有若衰汉乘非其据，宰割朝政者也。鉴往易轨，於斯为美。追观陈群之议，栈潜之论，适足以为百王之规典，垂宪范乎后叶矣。”

## 延伸阅读
[在维基数据编辑]
 《三國志·卷05》，出自陳壽《三國志》